# Jean-Jacques Reubell
Jean-Jacques Reubell (Rewbell) (* 12. August 1777 in Colmar; † 24. Januar 1847) war ein französischer General während der Koalitionskriege. 

## Leben
Jean-Jacques Reubell wurde am 12. August 1777 im oberelsässischen Colmar geboren. Er trat ins französische Militär ein und wurde am 23. April 1792 zum Sous-lieutenant befördert und arbeitete sich schnell nach oben. 1796 war er bereits Chef de bataillon, im Jahr 1807 wechselte er in den Dienst des Königreichs Westphalen unter Napoléon Bonapartes Bruder Jérôme und am 8. Dezember 1807 wurde er Général de brigade, ein Jahr später Général de division  und Chef des Generalstabes.
In seine Zeit bei der westfälischen Armee fiel am 1. August 1809 das Gefecht bei Ölper, bei dem es den westfälischen Truppen unter seinem Kommando nicht gelang, die Schwarze Schar unter Friedrich Wilhelm von Braunschweig zu besiegen und ihren weiteren Zug durch Norddeutschland zu verhindern. Daraufhin wurde er von Napoleon seines Postens enthoben und setzte sich nach Amerika ab, wo er bis 1817 blieb. Im Jahr seiner Rückkehr wurde er Kommandant des Départements Haute-Saône. Am 21. Juli 1836 nahm er seinen Abschied.
Reubell war Ritter und Offizier der Ehrenlegion und Ritter des Ordre royal et militaire de Saint-Louis.